# Aframomum leptolepis
Espèce
Synonymes
- Aframomum dalzielii Hutch.[1]
- Amomum leptolepis K.Schum.[1]

Aframomum flavum est une espèce de plantes herbacées à fleurs roses, de la famille des Zingiberaceae. Elle est aussi appelée Amomum leptolepis. On la trouve au Cameroun et au Libéria. C'est une plante vivace et aromatique comme la plupart des espèces appartenant à la famille des Zingiberaceae. Les forêts tropicales dans les plaines ou en montagnes constituent l'habitat favorable à son développement.

## Utilité
Les fruits comestibles sont consommés par les animaux, notamment les guenons et les mangabeys, et par la population locale.